# Annalise Murphy
Annalise Murphy (Trim, 1 februari 1990) is een Ierse zeilster die uitkomt in de Laser Radial klasse. Ze nam driemaal deel aan de Olympische Spelen.
In 2009 werd ze achtste en in 2011 zesde op de ISAF Women's Laser Radial World Championships. In 2012 werd ze vierde in die klasse op de Olympische Spelen van Londen.